# Whitfield County
Das Whitfield County ist ein County im US-Bundesstaat Georgia der Vereinigten Staaten. Der Verwaltungssitz (County Seat) ist Dalton.

## Geographie
Das County liegt im Nordwesten von Georgia, grenzt im Norden an Tennessee und ist im Westen etwa 50 km von Alabama entfernt. Es hat eine Fläche von 753 Quadratkilometern, wovon zwei Quadratkilometer Wasserfläche sind, und grenzt im Uhrzeigersinn an folgende Countys: Murray County, Gordon County, Walker County und Catoosa County.
Das County ist Teil der Metropolregion Dalton.

## Geschichte
Whitfield County wurde am 30. Dezember 1851 als 97. County von Georgia aus Teilen des Murray County gebildet. Benannt wurde es nach dem britischen Erweckungsprediger George Whitefield, dem Gründer des Bethesda Orphan House in Savannah.

## Demografische Daten
Laut der Volkszählung von 2010 verteilten sich die damaligen 102.599 Einwohner auf 35.180 bewohnte Haushalte, was einen Schnitt von 2,89 Personen pro Haushalt ergibt. Insgesamt bestehen 39.899 Haushalte.
74,2 % der Haushalte waren Familienhaushalte (bestehend aus verheirateten Paaren mit oder ohne Nachkommen bzw. einem Elternteil mit Nachkomme) mit einer durchschnittlichen Größe von 3,36 Personen. In 41,4 % aller Haushalte lebten Kinder unter 18 Jahren sowie in 23,6 % aller Haushalte Personen mit mindestens 65 Jahren.
31,5 % der Bevölkerung waren jünger als 20 Jahre, 26,8 % waren 20 bis 39 Jahre alt, 25,9 % waren 40 bis 59 Jahre alt und 16,0 % waren mindestens 60 Jahre alt. Das mittlere Alter betrug 34 Jahre. 49,8 % der Bevölkerung waren männlich und 50,2 % weiblich.
76,6 % der Bevölkerung bezeichneten sich als Weiße, 3,7 % als Afroamerikaner, 0,6 % als Indianer und 1,3 % als Asian Americans. 15,1 % gaben die Angehörigkeit zu einer anderen Ethnie und 2,6 % zu mehreren Ethnien an. 31,6 % der Bevölkerung bestand aus Hispanics oder Latinos.
Das durchschnittliche Jahreseinkommen pro Haushalt lag bei 41.764 USD, dabei lebten 19,6 % der Bevölkerung unter der Armutsgrenze.

## Orte im Whitfield County
Orte im Whitfield County mit Einwohnerzahlen der Volkszählung von 2010:
Cities:
- Dalton (County Seat) – 33.128 Einwohner
- Tunnel Hill – 856 Einwohner
- Varnell – 1.744 Einwohner

Town:
- Cohutta – 661 Einwohner